# Museo etnografico di Stoccolma
Il Museo etnografico di Stoccolma (in svedese: Etnografiska museet), in Svezia, è uno dei più importanti musei svedesi. Esso ospita una collezione di circa 220.000 oggetti relativi all'etnografia, o all'antropologia culturale, di popoli provenienti tutto il mondo, compresa la Cina, la Corea, l'Asia meridionale e sud-orientale, la Regione pacifica, le Americhe e l'Africa. Il museo è la sede centrale della Fondazione Sven Hedin.
Nel 2007, dopo vari anni di negoziati, il museo acconsentì a restituire un palo totemico alla Nazione haisla, alla quale era stato preso nel 1929. La Nazione haisla diede in cambio al museo una copia contemporanea del palo, attualmente in mostra fuori dall'entrata del museo.